# بنجامين ساذرلاند
بنجامين ساذرلاند (بالإنجليزية: Benjamin Sutherland)‏ هو شخصية أعمال نيوزيلندي، ولد في 1873، وتوفي في 1949.